# Comuna de Mirsk
Mirsk (polaco: Gmina Mirsk) é uma gminy (comuna) na Polónia, na voivodia de Baixa Silésia e no condado de Lwówecki. A sede do condado é a cidade de Mirsk.
De acordo com os censos de 2004, a comuna tem 9179 habitantes, com uma densidade 49,2 hab/km².

## Área
Estende-se por uma área de 186,57 km², incluindo:
- área agricola: 37%
- área florestal: 55%

## Demografia
Dados de 30 de Junho 2004:
|                      | Total   | Total | Mulheres | Mulheres | Homens  | Homens |
| -------------------- | ------- | ----- | -------- | -------- | ------- | ------ |
|                      | pessoas | %     | pessoas  | %        | pessoas | %      |
| População            | 9179    | 100   | 4796     | 52,2     | 4383    | 47,8   |
| Densidade (pop./km²) | 49,2    | 100   | 25,7     | 25,7     | 23,5    | 23,5   |

De acordo com dados de 2002, o rendimento médio per capita ascendia a 1279,2 zł.

## Comunas vizinhas
- Gryfów Śląski, Leśna, Lubomierz, Stara Kamienica, Szklarska Poręba, Świeradów-Zdrój.